# Каэтани, Альдобрандино
Альдобрандино Каэтани (Aldobrandino Caetani, его имя также пишут как Ildebrando, а фамилию как Gaetani) — католический церковный деятель XIII века. На консистории 1216 года был провозглашен кардиналом-дьяконом с титулом церкви Сант-Эустакьо. В 1219 году стал кардиналом-священником церкви Санта-Сусанна, а в 1221 году — кардиналом-епископом диоцеза Сабина. Участвовал в выборах папы 1216 года (Гонорий III).